# Istoria Dominicăi
Istoria Dominicăi privește istoria acestei insule din Caraibe.

## Era pre-colonială
Populația Arawak a fost ghidată către Dominica și alte insule din Caraibe, prin Curentul Ecuatorial de Sud din apele râului Orinoco. Acești descendenți ai etniei Taino au fost înlăturați de tribul Caribilor insulari. Caribii, care s-au stabilit aici în secolul al XIV-lea, au numit insula Wai’tu kubuli, ceea ce înseamnă „Corpul ei este înalt”.

## Contactul timpuriu cu europenii
Cristofor Columb a numit insula după ziua săptămânii în care a reperat-o - o duminică („Doménica” în italiană) - care a căzut la 3 noiembrie 1493 în timpul celei de a doua sa călătorii.
Descurajați de o rezistență acerbă din partea Caribilor și de absența aurului, spaniolii nu au colonizat insula. Multe dintre persoanele rămase din tribul Caribilor trăiesc în teritoriul Caribilor din Dominica, un district de 15 km² de pe coasta de est a Dominicăi.
În 1632, compania franceză Compagnie des Îles de l'Amérique a revendicat Dominica împreună cu toate celelalte "Antile Petite", dar nu s-a încercat realizarea vreunei înțelegeri. Între 1642 și 1650, un misionar francez, Raymond Breton, a devenit primul vizitator european obișnuit al insulei. În 1660 francezii și englezii au convenit că atât Dominica, cât și Sfântul Vincențiu nu ar trebui să fie colonizate, ci au lăsat Caribilor un teritoriu neutru. Dominica a fost oficial neutră pentru următorul secol, dar atracția resurselor sale a rămas; expedițiile rivale ale silvicultorilor englezi și francezi au recoltat lemn până la începutul secolului al XVIII-lea.

## Colonie franceză: 1715-1763
Spania nu a avut prea mult succes în colonizarea Dominicăi și, în 1690, francezii și-au stabilit primele așezări permanente în Dominica. Tăietorii de lemne francezi din Martinica și Guadelupa încep să înființeze tabere de cherestea pentru a aproviziona insulele franceze cu lemn și să devină treptat coloniști permanenți. Au adus primii oameni înrobiți din Africa de Vest în Dominica. În 1715, o revoltă a micilor proprietari „albi săraci” din nordul Martinicăi, cunoscută sub numele de La Gaoulé, a provocat un exod al acestora în sudul Dominicăi. Au înființat mici exploatații. Între timp, familiile franceze și altele din Guadelupa s-au stabilit în nord. În 1727, primul comandant francez, M. Le Grand, a preluat conducerea insulei cu un guvern francez; Dominica a devenit oficial o colonie a Franței, iar insula a fost împărțită în districte sau „cartiere”. Instalați deja în Martinica și Guadelupa și cultivând trestia de zahăr, francezii au dezvoltat treptat plantații pentru cafea în Dominica. Aceștia au importat sclavi africani pentru a realiza muncile pe plantații, înlocuind astfel caribii indigeni care erau mai puțin cooperanți.
În 1761, în timpul războiului de șapte ani, o expediție britanică împotriva Dominicăi condusă de Lordul Rollo a avut succes și insula a fost cucerită împreună cu alte câteva insule din Caraibe. După ce Franța a fost învinsă de Marea Britanie în Războiul de șapte ani, a cedat insula britanicilor prin Tratatul de la Paris din 1763. În 1778, în timpul Războiului de Independență al Statelor Unite ale Americii, francezii au invadat cu succes insula cu cooperarea activă a populației. În urma Tratatului de la Paris din 1783, care a pus capăt războiului, insula a fost din nou cedată Marii Britanii. Invaziile franceze din 1795 și 1805 s-au soldat cu eșec.

## Colonie britanică: 1763-1978
Ca parte a Tratatului de la Paris din 1763 care a pus capăt războiului de șapte ani, insula a devenit o posesiune britanică. [5] În 1778, în timpul războiului american de independență, francezii au invadat insula cu succes cu cooperarea activă a populației, care a fost în mare parte de origine franceză. Tratatul de la Paris din 1783, care a pus capăt războiului, a returnat insula Marii Britanii. Invaziile franceze din 1795 și 1805 s-au încheiat cu eșec. Invazia din 1805 a dus la arderea unei mari părți din Roseau.
În 1763, britanicii au stabilit o adunare legislativă, reprezentând doar populația albă. În 1831, reflectând o liberalizare a atitudinilor rasiale britanice oficiale, Brown Privilege Bill a conferit drepturi politice și sociale persoanelor libere non-albe. În anul următor, trei negri au fost aleși la adunarea legislativă. Desființarea sclaviei în 1834 a permis Dominicăi ca până în 1838 să devină singura colonie din Caraibele Britanice care avea un legislativ controlată de negri în secolul al XIX-lea. Majoritatea legiuitorilor negri au fost mici deținători sau comercianți care au avut opinii economice și sociale diametral opuse intereselor micii clase bogate a deținătorilor de plantații englezi. Reacționând la o amenințare percepută, plantatorii au făcut lobby pentru o conducere britanică mai directă.
În 1865, după multă agitație și tensiune, biroul colonial a înlocuit adunarea electivă cu una compusă din jumătate aleși și jumătate numiți. Legiuitorii aleși au fost manipulați în numeroase rânduri de către proprietarii de plantații aliați cu administratorii coloniali. În 1871, Dominica a devenit parte a Federației Insulelor Leeward. Puterea populației negre s-a erodat progresiv. Guvernul colonial al Coroanei a fost restaurat în 1896.
În urma Primului Război Mondial, o creștere a conștiinței politice în toată zona Caraibelor a dus la formarea asociației guvernamentale reprezentative. Comprimând frustrarea publică prin lipsa unei voci în guvernarea Dominicăi, acest grup a câștigat o treime din locurileadunării legislative din 1924 și o jumătate în 1936. La scurt timp după aceea, Dominica a fost transferată din Administrația Insulelor Leeward și a fost guvernată ca parte a Windwards până în 1958, când a aderat la Federația Indiilor de Vest organizație statală care a existat pentru o scurtă durată.
În 1961, a fost ales un guvern al Partidului Laburist din Dominica, condus de Edward Oliver LeBlanc. După dizolvarea federației, Dominica a devenit un stat asociat al Regatului Unit la 27 februarie 1967 și și-a asumat oficial responsabilitatea pentru afacerile sale interne. LeBlanc s-a retras în 1974 și a fost înlocuit de Patrick John care a devenit primul prim-ministru al insulelor.

## Uraganul David
În august 1979, uraganul David, cu vânturi de 240 km/h, a lovit insula cu o forță devastatoare. Patruzeci și două de persoane au fost ucise și 75% din casele insularilor au fost distruse sau grav deteriorate. Uraganul David a fost cel mai puternic și devastator uragan înregistrat vreodată în Dominica până când uraganul Maria a lovit în 2017.

## Independența: 1978-prezent
La 3 noiembrie 1978, Commonwealthul Dominica a primit independența din partea Regatului Unit.
Independența nu a dus la rezolvarea problemelor provenite din secole de subdezvoltare economică, iar la mijlocul anului 1979, nemulțumirea politică a dus la formarea unui guvern interimar, condus de Oliver Seraphin. Acesta a fost înlocuit după alegerile din 1980 de un guvern condus de Partidul Libertății din Dominica condus de premierul Eugenia Charles, prima femeie prim-ministru din Caraibe. Într-un an de la inaugurare, ea a supraviețuit unor lovituri de stat (două la număr), iar în octombrie 1983, în calitate de președinte al Organizației Statelor din Caraibe de Est, a aprobat invazia SUA în Grenada.
Problemele economice cronice s-au agravat ca urmare a impactului sever al uraganelor din 1979 și din 1980. Până la sfârșitul anilor 1980, economia s-a redresat, dar a slăbit în anii 1990 din cauza scăderii prețurilor bananelor.
În 1995, guvernul a fost învins în alegeri de către Partidul Unit al Muncitorilor condus de Edison James. James a devenit prim-ministru, fiind în funcție până la alegerile din februarie 2000, când Partidul Muncitoresc Unit din Dominica (PMUD) a fost învins de Partidul Laburist din Dominica (PLD), condus de Rosie Douglas. Acesta a fost un activist socialist și mulți se temeau că abordarea sa asupra politicii ar putea fi nepractică. Cu toate acestea, temerile au fost înlăturate când a format o coaliție cu partidul mai conservator Partidul Libertății din Dominica. Douglas a murit brusc după numai opt luni în funcție, la 1 octombrie 2000, și a fost înlocuit de Pierre Charles, tot din PLD. În 2003, Nicholas Liverpool a fost ales și a depus jurământul de președinte, succedându-i lui Vernon Shaw. La 6 ianuarie 2004, primul ministru Pierre Charles, care suferea de probleme cardiace încă din 2003, a murit. A devenit al doilea prim-ministru consecutiv al Dominicăi care a murit în funcție de atac de cord. Ministrul de externe, Osborne Riviere a devenit imediat prim-ministru, dar ministrul educației, Roosevelt Skerrit l-a succedat ca prim-ministru și a devenit noul lider al Partidului Laburist din Dominica. Alegerile au avut loc pe 5 mai 2005, iar coaliția de guvernare s-a menținut la putere.